# Vallée de la Wye
« Wye Valley » et « Dyffryn Gwy » redirigent ici. Pour la communauté, voir Wye Valley (communauté).
La vallée de la Wye (en anglais : Wye Valley ; en gallois : Dyffryn Gwy) se situe à la frontière sud du pays de Galles et de l'Angleterre. Elle est reconnue comme un site de beauté naturelle remarquable (Area of Outstanding Natural Beauty).

## Caractéristiques
La rivière Wye qui coule dans cette vallée est la cinquième plus longue rivière du Royaume-Uni. En amont, elle passe par Rhayader, Builth Wells et Hay-on-Wye.
La vallée de la Wye reçoit en 1971 le label britannique de site de beauté naturelle remarquable (Area of Outstanding Natural Beauty) pour sa partie méridionale, en aval sur 72 milles, du sud de Hereford jusqu'à Chepstow. Elle marque aussi une partie de la frontière sud entre l'Angleterre et le pays de Galles.
Ce site protégé couvre en partie les comtés du Gloucestershire, du Herefordshire et du Monmouthshire. Il est reconnu en particulier pour sa succession de gorges et la densité de ses forêts, comme pour sa biodiversité, et ses vestiges archéologiques et industriels. Historiquement, il est un des lieux de naissance de l'industrie moderne du tourisme. La prédominance est rurale, beaucoup d'habitants vivent du tourisme, de l'agriculture et de l'exploitation forestière. Ross-on-Wye est la seule ville à l'intérieur de la zone protégée, mais Hereford, Monmouth, Coleford et Chepstow sont à proximité immédiate de ses limites.

## Galerie photographique

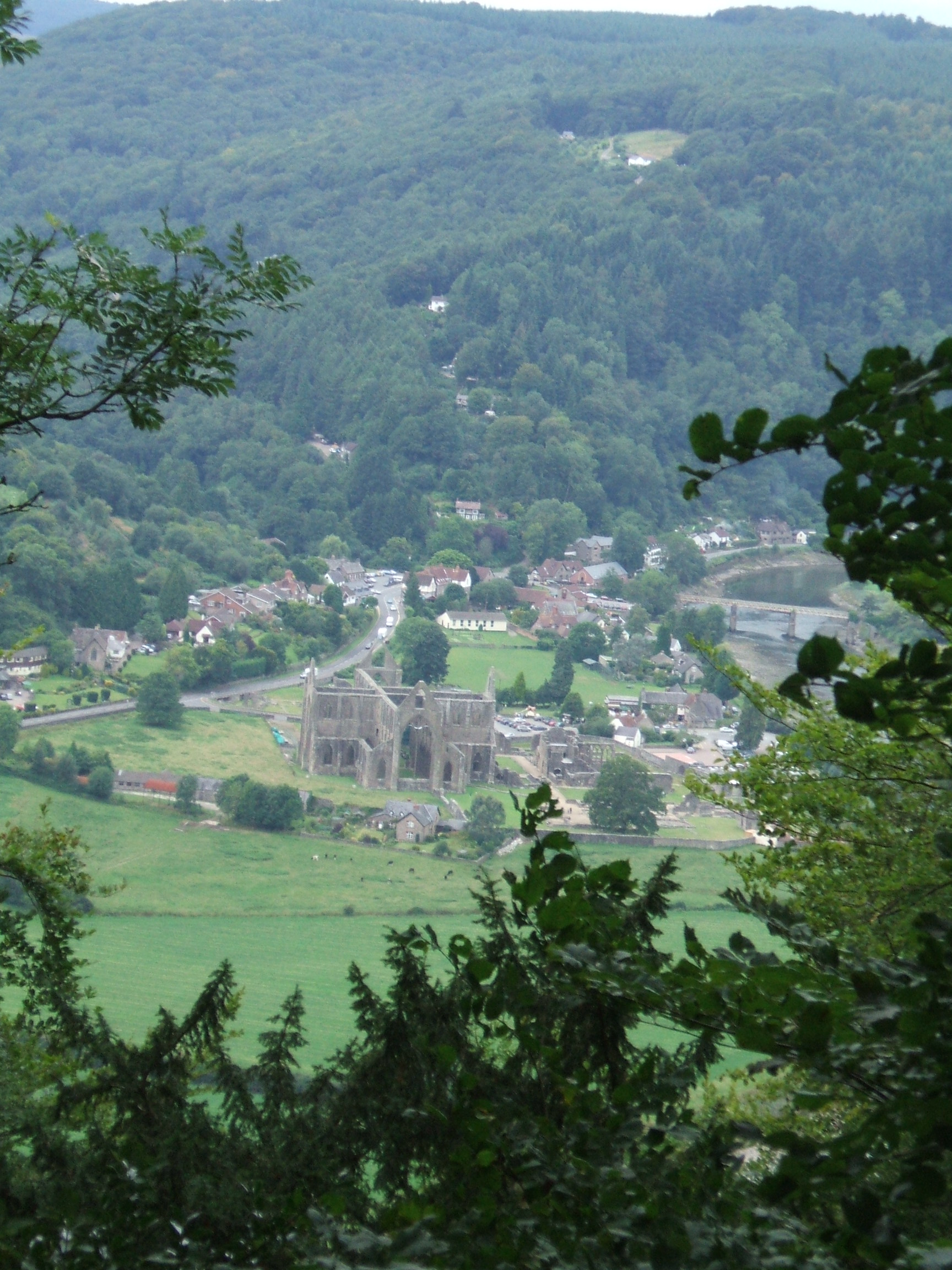
Vue plongeante sur la vallée avec en bas l'abbaye de Tintern.
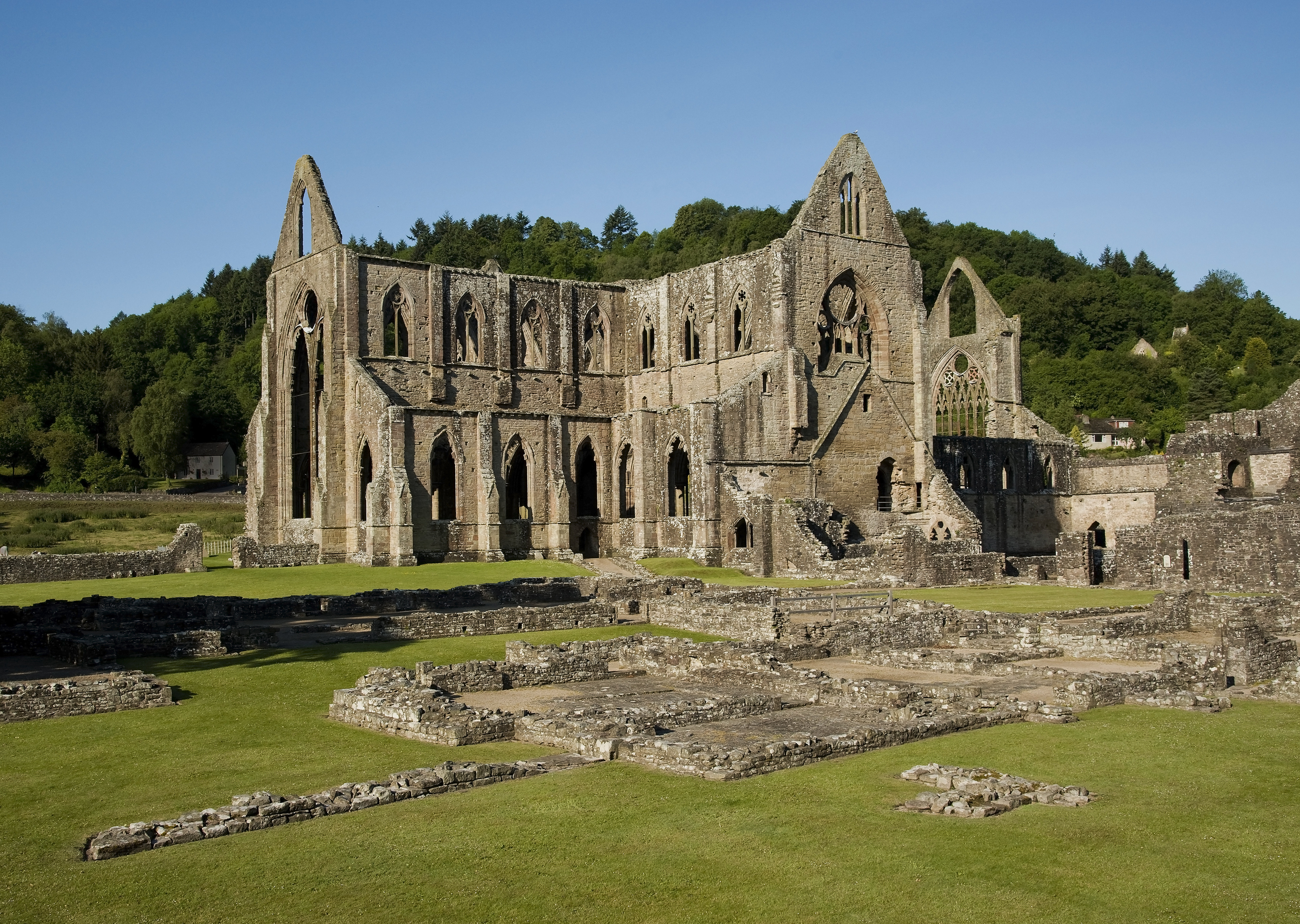
L'abbaye de Tintern est le vestige le plus notable de la vallée.
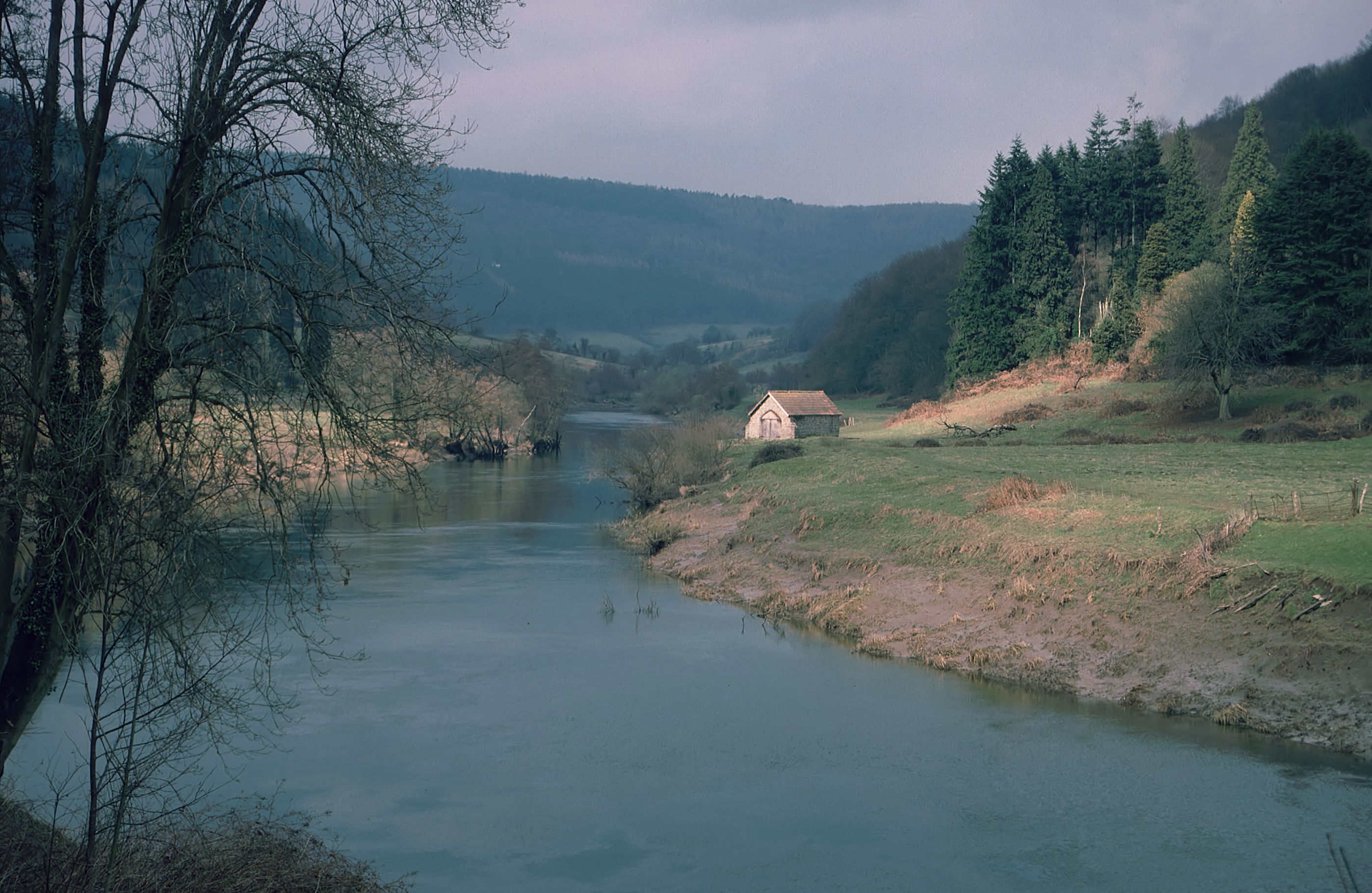
La vallée et la rivière Wye près de Tintern.

## Sources et références
1. ↑  « Wye Valley », sur Protected Planet (consulté le 25 avril 2024)